# Guido Gardeano
Guido Gardeano (22 de abril de 1991) es un futbolista argentino que se desempeña como mediocampista. Actualmente juega en Central Córdoba de Rosario de la Primera C, cuarta división del fútbol argentino.

## Trayectoria

### Nueva Chicago
Gardeano es un futbolista surgido de las divisiones inferiores del Club Atlético Nueva Chicago que desde los 15 años, juega en el club. En sus inicios, también había jugado en Newell's y en San José de Rosario. Debutó con la camiseta de Chicago en la última fecha de la temporada 2010-11 en la derrota de su equipo contra Estudiantes de Caseros por 1 a 0.
En la temporada 2011-12, Gardeano era suplente de Damián Lemos, Roberto Bochi y Julio Cesar Serrano, por lo que se le hizo muy difícil tener continuidad en el medio-campo verdinegro. A pesar de todo, logró mostrar que tenía buenas cualidades en dos partidos del campeonato. La comisión directiva decidió firmarle su primer contrato a "los chicos de la categoría ´91" luego de disputar en la última fecha del campeonato un gran partido plagado de juveniles en el equipo local. Su equipo logró ascender a la Primera B Nacional luego de ganarle a Chacarita Juniors en la promoción.
Para la temporada 2012-13, el volante central no fue tenido en cuenta por el cuerpo técnico de Mario Franceschini ni tampoco por el de Angel Bernuncio. Con el primero el juvenil no disputó encuentros ni fue al banco de suplentes, mientras que con el segundo tuvo la oportunidad de jugar contra Aldosivi y contra Gimnasia de La Plata debido a la lesión de Lemos.

### Gutiérrez SC
A mediados de 2013, el centrocampista fue contratado por Gutiérrez Sport Club del Torneo Argentino B, cuarta categoría del fútbol argentino. Durante la temporada disputada en dicha institución, adquirió continuidad que le sirvió para que pueda pasar a algún torneo más competitivo.

### Central Córdoba
Para el segundo semestre de 2014, el Club Atlético Central Córdoba de Rosario, club de la Primera C, lo contrata con aspiraciones de ascender a la tercera división del fútbol argentino. Marcó su primer gol el 24 de octubre frente a Argentino de Merlo en la derrota de su equipo por 4 a 1.

## Clubes
| Club                 | País      | Año             |
| -------------------- | --------- | --------------- |
| Nueva Chicago        | Argentina | 2010 - 2013     |
| Gutiérrez Sport Club | Argentina | 2013 - 2014     |
| Central Córdoba      | Argentina | 2014 - Presente |

## Estadísticas
| Club                                                                   | Temporada           | Liga  | Liga  | Copa Nac.1 | Copa Nac.1 | Copa Inter. | Copa Inter. | Total | Total |
| Club                                                                   | Temporada           | Part. | Goles | Part.      | Goles      | Part.       | Goles       | Part. | Goles |
| ---------------------------------------------------------------------- | ------------------- | ----- | ----- | ---------- | ---------- | ----------- | ----------- | ----- | ----- |
| Nueva Chicago Argentina                                                | 2010/11             | 1     | 0     | -          | -          | -           | -           | 1     | 0     |
| Nueva Chicago Argentina                                                | 2011/12             | 1     | 0     | 1          | 0          | -           | -           | 2     | 0     |
| Nueva Chicago Argentina                                                | 2012/13             | 2     | 0     | -          | -          | -           | -           | 2     | 0     |
| Nueva Chicago Argentina                                                | Total Chicago       | 4     | 0     | 1          | 0          | -           | -           | 5     | 0     |
| Central Córdoba Argentina                                              | 2014                | 11    | 1     | -          | -          | -           | -           | 11    | 1     |
| Central Córdoba Argentina                                              | 2015                | 1     | 0     | -          | -          | -           | -           | 1     | 0     |
| Central Córdoba Argentina                                              | Total C. Córdoba    | 12    | 1     | -          | -          | -           | -           | 12    | 1     |
| Total en su carrera                                                    | Total en su carrera | 16    | 1     | 1          | 0          | -           | -           | 17    | 1     |
| Última actualización: Argentino de Merlo vs. Central Córdoba, 13.02.15 |                     |       |       |            |            |             |             |       |       |

## Palmarés
| Club          | Campeonato                | País      | Año         |
| ------------- | ------------------------- | --------- | ----------- |
| Nueva Chicago | B Metropolitana (Ascenso) | Argentina | 2011 - 2012 |